# 威廉·梅纳尔
威廉·梅纳尔（法語：William Meynard，1987年7月11日—），法國游泳運動員。在2011年世界游泳錦標賽上，他獲得男子100米自由泳項目的銀牌。他也参加了2016年里约奥运。